# تپه شهر سوخته ۹۰
تپه شهر سوخته شماره ۹۰ مربوط به هزاره دوم و اول قبل از میلاد است و در شهرستان هامون، بخش مرکزی روستای حومه شهر سوخته واقع شده و این اثر در تاریخ ۳۰ تیر ۱۳۸۴ با شمارهٔ ثبت ۱۲۱۴۹ به‌عنوان یکی از آثار ملی ایران به ثبت رسیده است.